# Louis Pasteur (Film)
Louis Pasteur (Originaltitel: The Story of Louis Pasteur) ist eine oscarprämierte US-amerikanische Filmbiografie von Wiliam Dieterle aus dem Jahr 1935, über das Leben des französischen Chemikers Louis Pasteur (1822–1895).

## Handlung
Der Chemiker Louis Pasteur wird 1860 für seine Theorie, dass Keime Krankheiten verursachen, von den meisten Ärzten ausgelacht. Pasteur gibt Pamphlete heraus, in denen die Sterilisation der Instrumente gefordert wird. Einer der ablehnenden Ärzte wird von dem Ehemann seiner Patientin, die an Kindbettfieber gestorben ist, getötet. Der Ehemann hatte Pasteurs Schreiben gelesen; daraufhin wird Pasteur von Kaiser Napoleon III. eine weitere Verbreitung der Schriften untersagt.
Etwa 10 Jahre später wird Frankreich von einer Milzbrand-Epidemie heimgesucht. Dies führt zu Schwierigkeiten bei den Reparationszahlungen Frankreichs an Preußen für die Niederlage im Krieg von 1870/71. Es stellt sich heraus, dass es in einer Region Frankreichs keine Probleme gibt. Die Ärzte Radisse und Martel finden heraus, dass Louis Pasteur die Schafe der Region kostenlos geimpft hat. Während der junge Martel von Pasteur überzeugt ist, glaubt der skeptische Radisse, dass der Erdboden der Gegend frei von Milzbrand ist. Um seine Theorie zu überprüfen, lässt er weitere Schafe heranbringen, was Pasteur zuerst verhindern will. Ein anderer Arzt schlägt vor, dass Pasteur die Hälfte der neuen Schafe impfen soll. Der Test erbringt das Resultat, dass die geimpften Schafe gesund und die ungeimpften Schafe verendet sind. Pasteur erlebt nun endlich auch von anderen Wissenschaftlern Anerkennung. Seine junge Tochter Annette heiratet Dr. Martel, der Pasteur unterstützt und zu seinem Assistenten wird.
Pasteur wird Zeuge, wie ein Dorfbewohner an Tollwut stirbt. Er versucht in aufwendigen Studien, die Krankheit zu bekämpfen, hat aber kein Glück. Dann injiziert sich Dr. Charbonnet selber Tollwutviren, um die Fehlerhaftigkeit von Pasteurs Theorie zu beweisen. Charbonnet erkrankt nicht, wodurch Pasteur erkennt, wie er die Tollwut besiegen kann. Er experimentiert mit dem Jungen Joseph Meister, den ein tollwütiger Hund gebissen hat. Währenddessen bekommen Pasteurs Tochter Annette und Dr. Martel ein Kind. Annette steht kurz vor der Niederkunft. Der einzige Arzt in der Gegend ist Dr. Charbonnet, der immer noch ein Gegner Pasteurs ist. Charbonnet willigt ein, sterile Instrumente zu benutzen, wenn Pasteur ein Schreiben unterzeichnet, in dem Pasteurs Tollwut-Studien als wertlos bezeichnet werden. Um seine Tochter und das ungeborene Enkelkind zu retten, sagt Pasteur zu. Zugleich erholt sich der gebissene Junge, sodass Charbonnet die Richtigkeit von Pasteurs Theorie anerkennen muss und sich ihr anschließt. Pasteur erleidet unterdessen wegen seiner Überarbeitung einen Schlaganfall, der seine linke Seite teilweise lähmt. Er erholt sich jedoch weitgehend und nimmt am Ende des Filmes eine Ehrung für sein Lebenswerk durch andere Wissenschaftler entgegen.

## Hintergrund
- Der Film wurde ab dem 30. September 1935 in den Warner Bros. Studios Burbank gedreht. Robert M. Haas entwarf die Bauten, Milo Anderson die Kostüme. Die Uraufführung erfolgte am 8. Februar 1936 im Strand Theatre, New York, Kinostart war am 22. Februar 1936.[1] Der Film kam 1947 in die deutschen Kinos und wurde am 28. September 1973 erstmals im Fernsehen (ZDF) ausgestrahlt.

- Der Film gilt als weitgehend historisch und wissenschaftlich exakt. Die Ehe zwischen den fiktiven Figuren Annette Pasteur und Dr. Martel ist hinzugedichtet, jedoch hatte Pasteur eine Tochter namens Marie Louise. Während das Widerruf-Schreiben von Dr. Charbonnet bei der Geburt der Enkeltochter ebenfalls nicht stattgefunden hat, existierte tatsächlich damals eine kritische Haltung der meisten Wissenschaftler gegenüber Pasteur. Die Produzenten wollten ursprünglich, um den Film für Zuschauer attraktiver zu machen, eine Liebesgeschichte zwischen Pasteur und einer jungen Frau einfügen. Drehbuchautor Sheridan Gibney lehnte das aber vehement mit den Worten „Nur wenn ich 80 Jahre bin!“ ab.[2]
- Regisseur William Dieterle musste mit einem Budget von 330.000 US-Dollar auskommen, weil Produzenten dem Film nicht allzu viel Kinoerfolg zutrauten.[3] Der deutsche Emigrant William Dieterle war auf Filmbiografien spezialisiert. 1938 erhielt sein Film Das Leben des Emile Zola über den Schriftsteller Émile Zola (ebenfalls von Paul Muni gespielt) sogar den Oscar als Bester Film. 1940 drehte Dieterle dann die Filmbiografie Paul Ehrlich – Ein Leben für die Forschung über den ebenfalls wegweisenden Mediziner Paul Ehrlich.
- Walter Kingsford wurde im Laufe seiner Karriere einige Male in historischen Rollen als Politiker oder Herrscher eingesetzt. 1940 spielte er nochmals Napoleon III., ebenfalls unter Regie von William Dieterle in Ein Mann mit Phantasie (A Dispatch from Reuters).
- Am 23. November 1936 repräsentierten Paul Muni (Louis Pasteur) und Fritz Leiber (Dr. Charbonnet) ihre Rollen aus dem Film für eine Radioadaption beim Sender CBS.[4]

## Kritiken
„Fesselnd inszeniert und historisch exakt wiedergegeben, besticht der Film durch das gute Drehbuch und die Schauspielerleistungen.“

„[E]in packendes, um historische Genauigkeit bemühtes Porträt von Louis Pasteur“

## Auszeichnungen
Oscarverleihung 1937
- Oscar in der Kategorie Bester Hauptdarsteller an Paul Muni
- Oscar in der Kategorie Bestes adaptiertes Drehbuch an Pierre Collings und Sheridan Gibney
- Oscar in der nicht mehr existierenden Kategorie Beste Originalgeschichte an Pierre Collings und Sheridan Gibney
- Nominierung in der Kategorie Bester Film Gewinner: Der große Ziegfeld

Internationale Filmfestspiele von Venedig 1936
- Coppa Volpi für Paul Muni in der Kategorie Bester Darsteller
- Nominierung für den Coppa Mussolini als bester ausländischer Film